# 北川村 (青森県)
北川村（きたかわむら）は、かつて青森県にあった村。

## 沿革
- 1889年（明治22年）4月1日 - 町村制施行により三戸郡剣吉村、虎渡村、斗賀村が合併し、北川村が発足。
- 1937年（昭和12年）8月1日 - 三戸郡名久井村、平良崎村と境界の一部を変更。
- 1949年（昭和24年）4月1日 - 三戸郡田部村の大字森越を編入。
- 1955年（昭和30年）7月29日 - 三戸郡名久井村と合併して、名川町となり消滅。

## 施設
- 剣吉中学校
- 剣吉小学校